# Lotfi Baccouche
 (janvier 2014).
Si vous disposez d'ouvrages ou d'articles de référence ou si vous connaissez des sites web de qualité traitant du thème abordé ici, merci de compléter l'article en donnant les références utiles à sa vérifiabilité et en les liant à la section « Notes et références ».
Lotfi Baccouche (arabe : لطفي البكوش), né le 19 juin 1973 à Zaouiet Sousse et mort le 15 mai 1999, est un footballeur tunisien évoluant d'abord au poste de milieu offensif puis reconverti en arrière droit excentré.

## Biographie
Il rejoint l'Étoile sportive du Sahel dès son plus jeune âge et fait preuve d'aptitudes techniques de haut niveau, ce qui lui permet de contribuer à l'obtention de deux coupes de Tunisie et d'un championnat chez les jeunes. Il fait également partie de la sélection nationale cadette, junior et enfin olympique, participant aux Jeux olympiques d'été de 1996 à Atlanta.
À seulement 17 ans, il fait partie intégrante de l'effectif senior de son équipe. En 1998, une blessure l'éloigne des terrains et, avant qu'il ne reprenne son activité, il est victime d'un accident de la route : il se fait renverser par un chauffard inattentif.

## Palmarès

### Junior
- Vainqueur de la coupe de Tunisie minimes en 1987
- Vainqueur du championnat de Tunisie cadets en 1988
- Vainqueur de la coupe de Tunisie juniors en 1989

### Senior
- Vainqueur de la coupe de la CAF en 1995
- Vainqueur de la coupe d'Afrique des vainqueurs de coupe en 1997
- Vainqueur du championnat de Tunisie en 1997
- Vainqueur de la coupe de Tunisie en 1996

## Statistiques
- Matchs en championnat : 130 (huit buts)
- Matchs en coupe de Tunisie : 13
- Matchs en compétitions continentales de clubs : 20 (deux buts)